# Standesherren

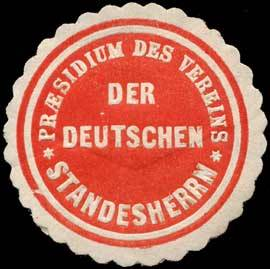
Sigill för Verein der deutschen Standesherren.

Standesherren, tyska för "ståndsherrar", kallades medlemmarna av (eller i inskränkt mening: huvudmännen för) tidigare riksomedelbara, men sedermera mediatiserade furstliga och grevliga hus. 
I ersättning för sin förlorade Reichsstandschaft ("riksståndskap") tillförsäkrades dessa i tyska förbundsakten (1815) vissa privilegier: de skulle räknas till Tysklands högadel, förklarades jämbördiga med de suveräna furstehusen, fick rättighet att inom vissa av riks- och landslagstiftning dragna gränser utfärda förordningar för sina gods (Standesherrschaften) och familjer o.s.v. 
Den särställning i fråga om rättskipning, som tillerkändes dem, upphävdes genom den tyska processreformen 1877. Andra av privilegierna förlorade så småningom praktisk betydelse.
Under Tyska förbundets tid (1815-66) förlänades ståndsherrliga befogenheter ibland åt icke mediatiserade familjer, senare utökades inte de privilegierade familjernas antal på detta sätt. Verein der deutschen Standesherren bevakade sedan 1864 ståndsherrarnas intressen och utgav skrifter rörande deras rättsliga ställning. Inom de länder, där de var bosatta, ägde ståndsherrarna i regel med ärftlig rätt säte i representationernas första kammare.